# Gran Premio di Monaco 2013
Il Gran Premio di Monaco 2013 è stata la sesta prova della stagione 2013 del campionato mondiale di Formula 1. Si è disputato domenica 26 maggio 2013 sul circuito di Monte Carlo a Monaco. La gara è stata vinta dal tedesco Nico Rosberg su Mercedes, al suo secondo successo nel mondiale. Rosberg ha preceduto sul traguardo il connazionale Sebastian Vettel e l'australiano Mark Webber, entrambi su Red Bull-Renault.

## Vigilia

### Sviluppi futuri
La Honda annuncia il suo rientro in F1, dal 2015, quale fornitrice dei motori turbo alla McLaren. La casa nipponica, uscita dalla massima formula al termine della stagione 2008, aveva già fornito i propulsori alla scuderia britannica tra il 1988 e il 1992, con 44 vittorie, 53 pole, trenta giri veloci, vincendo quattro titoli piloti e quattro costruttori. La Honda non ha escluso di potere fornire i motori anche ad altri team.
Durante il fine settimana del Gran Premio la Renault ha confermato che, dal 2014, i suoi motori turbo equipaggeranno la Scuderia Toro Rosso, team finora motorizzato dalla Ferrari. La Toro Rosso verrà così spinta dallo stesso motore utilizzato dalla scuderia a lei legata, la Red Bull Racing. Dal prossimo anno le vetture di Faenza utilizzeranno anche il cambio prodotto della Red Bull.
La Pirelli ha reso nota la volontà di modificare gli pneumatici a partire dal Gran Premio del Canada, previsto il 9 giugno. I nuovi pneumatici avranno una durata più lunga. La casa italiana, dal Gran Premio di Spagna, aveva già modificato la mescola hard, con prestazioni simili a quelle della stagione 2012. Dopo le prime gare della stagione infatti molti team si erano lamentati per questo eccessivo degrado. Tale scelta è stata però criticata da Lotus e Ferrari: secondo il team principal della Lotus, Éric Boullier, tale cambiamento violerebbe il punto 12.6.3 del regolamento che consente tali modifiche solo con l'unanimità delle scuderie. Secondo la Federazione invece va applicata la norma 12.5.2 che consente la modifica se la mescola è considerata inadeguata dal fornitore e dal delegato della FIA.

### Aspetti tecnici
La Pirelli, fornitrice unica degli pneumatici, annuncia che per il Gran Premio porterà gomme di mescola supersoft e di mescola soft.
La FIA decide per l'individuazione di una sola zona per l'utilizzo del DRS, posta sul rettilineo di partenza, fino alla curva di Santa Devota: il punto per la determinazione del distacco tra i piloti che consente di utilizzare il dispositivo in gara, è posto poco prima della Rascasse. Fino a questo Gran Premio la FIA aveva deciso di consentire l'uso del DRS in due zone, su tutti i tracciati in cui si era corso.

### Aspetti sportivi
La FIA indica il danese Tom Kristensen quale commissario aggiunto per la gara. L'otto volte vincitore della 24 Ore di Le Mans aveva svolto questa funzione, per l'ultima volta, nel Gran Premio del Brasile 2012.
Molti piloti decidono di modificare la livrea del loro casco in occasione del Gran Premio. Fernando Alonso sfoggia un casco in cui celebra le sue 32 vittorie iridate, mentre propongono versioni diverse dall'usuale anche Lewis Hamilton, Romain Grosjean, Kimi Räikkönen e Jean-Éric Vergne, quest'ultimo con una scelta ispirata al casco del pilota francese François Cevert, scomparso nel corso delle prove del Gran Premio degli Stati Uniti d'America 1973.
Nel corso del fine settimana del Gran Premio viene reso noto che la Mercedes ha effettuato dei test presso il Circuito di Barcellona, subito dopo il Gran Premio, utilizzando una vettura della presente stagione, la W04. Secondo le altre scuderie tali test sarebbero vietati dal regolamento, o ammessi solo con vetture vecchie di almeno due anni, mentre per la Pirelli i test sarebbero stati svolti per sviluppare degli pneumatici sperimentali, come previsto dal contratto che lega la casa italiana alla Formula 1. Red Bull Racing e Scuderia Ferrari hanno chiesto dei chiarimenti alla FIA che, pur in conoscenza della vicenda, non aveva informato gli altri team del mondiale di tale sessione di test.

## Prove

### Resoconto
La prima sessione del giovedì vede in testa Nico Rosberg della Mercedes, che ottiene il tempo migliore con gomme soft, precedendo di 87 millesimi Fernando Alonso della Ferrari. Terzo si è classificato Romain Grosjean della Lotus. Sono risultati attardati i primi due piloti della classifica mondiale: Sebastian Vettel ha chiuso con il decimo tempo, precedendo di una posizione Kimi Räikkönen.
Anche la seconda sessione del giovedì ha visto Nico Rosberg nuovamente il più veloce; il tedesco ha preceduto il suo compagno di scuderia, Lewis Hamilton. Le due Mercedes sembrano essere più conservative sugli pneumatici rispetto alle ultime gare. Il terzo e quarto tempo sono stati ottenuti dalle due Ferrari.
Romain Grosjean, della Lotus, ha sbattuto violentemente alla Sainte Devote, mentre la sessione è stata interrotta per dieci minuti, a causa di un cordolo sollevatosi alle Piscine.
Rosberg ha ottenuto il migliore crono anche nella terza sessione, disputata al sabato mattina. Il tedesco ha preceduto, per quasi sette decimi, Romain Grosjean e Sebastian Vettel. Grosjean è stato protagonista di un grosso incidente alla Sainte Devote: la sua monoposto ha centrato il guardrail all'uscita della curva con lo pneumatico sinistro ed è rimbalzato dall'altra parte della pista, dove ha urtato di nuovo le protezioni. Anche Felipe Massa ha subito un incidente nello stesso punto, tanto che la direzione di corsa ha esposto la bandiera rossa, per interrompere la sessione. L'altro pilota ferrarista, Fernando Alonso, ha chiuso con il quarto tempo, accusando problemi di graining.

### Risultati
Nella prima sessione del giovedì si è avuta questa situazione:
| Pos | Nº | Pilota          | Costruttore   | Tempo    | Gap    | Giri |
| --- | -- | --------------- | ------------- | -------- | ------ | ---- |
| 1   | 9  | Nico Rosberg    | Mercedes      | 1'16"195 |        | 31   |
| 2   | 3  | Fernando Alonso | Ferrari       | 1'16"282 | +0"087 | 27   |
| 3   | 8  | Romain Grosjean | Lotus-Renault | 1'16"380 | +0"185 | 21   |

Nella seconda sessione del giovedì si è avuta questa situazione:
| Pos | Nº | Pilota          | Costruttore | Tempo    | Gap    | Giri |
| --- | -- | --------------- | ----------- | -------- | ------ | ---- |
| 1   | 9  | Nico Rosberg    | Mercedes    | 1'14"759 |        | 46   |
| 2   | 10 | Lewis Hamilton  | Mercedes    | 1'15"077 | +0"318 | 51   |
| 3   | 3  | Fernando Alonso | Ferrari     | 1'15"196 | +0"437 | 38   |

Nella sessione del sabato mattina si è avuta questa situazione:
| Pos | Nº | Pilota           | Costruttore             | Tempo    | Gap    | Giri |
| --- | -- | ---------------- | ----------------------- | -------- | ------ | ---- |
| 1   | 9  | Nico Rosberg     | Mercedes                | 1'14"378 |        | 22   |
| 2   | 8  | Romain Grosjean  | Lotus-Renault           | 1'15"039 | +0"661 | 13   |
| 3   | 1  | Sebastian Vettel | Red Bull Racing-Renault | 1'15"261 | +0"883 | 17   |

## Qualifiche

### Resoconto
La Ferrari non è in grado di riparare in tempo la vettura di Felipe Massa, danneggiata nel corso delle prove libere del sabato mattina. Il brasiliano perciò non ottiene tempi validi per lo schieramento, e viene comunque penalizzato di cinque posizioni sulla griglia in quanto la scuderia è costretta a sostituire la scatola del cambio. Anche la Lotus è dovuta intervenire per fare tornare riutilizzabile la vettura di Romain Grosjean, anche lui protagonista di un incidente al mattino. La scuderia inglese è però capace di recuperare la monoposto e consentire al francese di prendere parte alle qualifiche.
La Q1 inizia con pista bagnata, i piloti scelgono tutti gomme intermedie. Le condizioni della pista sono però andate via via migliorando. Il miglior tempo è fatto segnare da Pastor Maldonado su Williams, che precede Jean-Éric Vergne. Vengono esclusi Paul di Resta, Charles Pic, Esteban Gutiérrez e Max Chilton, oltre a Felipe Massa e Jules Bianchi, che non è in grado di compiere nemmeno un giro cronometrato, a causa dei problemi tecnici sulla sua Marussia, che lo costringono a fermarsi lungo il tracciato.
La seconda fase vede il ritorno della pioggia che costringe nuovamente i piloti a montare gomme intermedie. Le condizioni atmosferiche sono mutevoli, tanto che negli ultimi minuti i piloti montano gomme supersoft. Il più rapido è Sebastian Vettel. Vengono eliminati i due piloti della Williams, assieme a Nicolas Hülkenberg, Romain Grosjean, Daniel Ricciardo e Giedo van der Garde.
Nella fase decisiva le due Mercedes sono le più rapide e monopolizzano la prima fila: Nico Rosberg ottiene la quarta pole position nel mondiale, la terza consecutiva, precedendo il compagno di scuderia Lewis Hamilton. La seconda fila è invece conquistata dalle due Red Bull Racing.

### Risultati
Nella sessione di qualifica si è avuta questa situazione:
| Pos                         | Nº | Pilota              | Costruttore             | Q1          | Q2       | Q3       | Griglia |
| --------------------------- | -- | ------------------- | ----------------------- | ----------- | -------- | -------- | ------- |
| 1                           | 9  | Nico Rosberg        | Mercedes                | 1'24"620    | 1'16"135 | 1'13"876 | 1       |
| 2                           | 10 | Lewis Hamilton      | Mercedes                | 1'23"779    | 1'16"265 | 1'13"967 | 2       |
| 3                           | 1  | Sebastian Vettel    | Red Bull Racing-Renault | 1'24"243    | 1'15"988 | 1'13"980 | 3       |
| 4                           | 2  | Mark Webber         | Red Bull Racing-Renault | 1'25"352    | 1'17"322 | 1'14"181 | 4       |
| 5                           | 7  | Kimi Räikkönen      | Lotus-Renault           | 1'25"835    | 1'16"040 | 1'14"822 | 5       |
| 6                           | 3  | Fernando Alonso     | Ferrari                 | 1'23"712    | 1'16"510 | 1'14"824 | 6       |
| 7                           | 6  | Sergio Pérez        | McLaren-Mercedes        | 1'24"682    | 1'17"748 | 1'15"138 | 7       |
| 8                           | 15 | Adrian Sutil        | Force India-Mercedes    | 1'25"108    | 1'17"261 | 1'15"383 | 8       |
| 9                           | 5  | Jenson Button       | McLaren-Mercedes        | 1'23"744    | 1'17"420 | 1'15"647 | 9       |
| 10                          | 18 | Jean-Éric Vergne    | STR-Ferrari             | 1'23"699    | 1'17"623 | 1'15"703 | 10      |
| 11                          | 11 | Nicolas Hülkenberg  | Sauber-Ferrari          | 1'25"547    | 1'18"331 | N.D.     | 11      |
| 12                          | 19 | Daniel Ricciardo    | STR-Ferrari             | 1'24"852    | 1'18"344 | N.D.     | 12      |
| 13                          | 8  | Romain Grosjean     | Lotus-Renault           | 1'23"738    | 1'18"603 | N.D.     | 13      |
| 14                          | 17 | Valtteri Bottas     | Williams-Renault        | 1'24"681    | 1'19"077 | N.D.     | 14      |
| 15                          | 21 | Giedo van der Garde | Caterham-Renault        | 1'26"095    | 1'19"408 | N.D.     | 15      |
| 16                          | 16 | Pastor Maldonado    | Williams-Renault        | 1'23"452    | 1'21"688 | N.D.     | 16      |
| 17                          | 14 | Paul di Resta       | Force India-Mercedes    | 1'26"322    | N.D.     | N.D.     | 17      |
| 18                          | 20 | Charles Pic         | Caterham-Renault        | 1'26"633    | N.D.     | N.D.     | 18      |
| 19                          | 12 | Esteban Gutiérrez   | Sauber-Ferrari          | 1'26"917    | N.D.     | N.D.     | 19      |
| 20                          | 23 | Max Chilton         | Marussia-Cosworth       | 1'27"303    | N.D.     | N.D.     | 22      |
| Tempo limite 107%: 1'29"293 |    |                     |                         |             |          |          |         |
| NQ                          | 22 | Jules Bianchi       | Marussia-Cosworth       | senza tempo | N.D.     | N.D.     | 20      |
| NQ                          | 4  | Felipe Massa        | Ferrari                 | senza tempo | N.D.     | N.D.     | 21      |

Con i tempi in grassetto sono visualizzate le migliori prestazioni in Q1, Q2 e Q3.

## Gara

### Resoconto
Max Chilton è penalizzato di cinque posizioni sulla griglia di partenza per avere sostituito il cambio della sua Marussia.
Alla prima partenza per il giro di ricognizione Jules Bianchi rimane fermo e per questo prende il via dalla Pit-Lane.
In partenza Nico Rosberg tiene il comando, seguito da Lewis Hamilton, le due Red Bull, poi Kimi Räikkönen, Fernando Alonso e Sergio Pérez. Pastor Maldonado è costretto subito ai box per sostituire l'ala anteriore, che ha subito una toccata.
La situazione resta immutata per diversi giri quando, al 26º giro Webber, quarto, effettua il suo primo pit stop. Al 29º giro Massa è nuovamente protagonista di un incidente alla Sainte Devote: i commissari di corsa decidono di fare entrare la safety car. Ne approfittano per fare il cambio gomme Sebastian Vettel, e il duo di testa della Mercedes. Hamilton perde così due posizioni, ritrovandosi dietro alle due Red Bull.
La gara riparte e, al 40º giro, Hamilton tenta, senza successo di passare Webber alla Rascasse. Nelle retrovie Jenson Button, viene passato dal compagno di scuderia Pérez per il settimo posto. Al giro 44 Alonso, per difendersi da Pérez, passa oltre il cordolo, alla chicane dopo il Tunnel. Due giri più tardi, poco prima della curva del Tabaccaio, la Marussia di Max Chilton tocca la Williams di Pastor Maldonado che decolla e sbatte contro le barriere, che vengono trascinate in mezzo alla pista. Al fine di riposizionarle correttamente la direzione di gara espone la bandiera rossa che interrompe il Gran Premio. Alla ripartenza Alonso è costretto a cedere la posizione a Sergio Pérez.
Tra il 51º e 57º giro Adrian Sutil passa sia Jenson Button che Fernando Alonso, portandosi al settimo posto, dietro a Pérez. Al giro 62 Romain Grosjean tampona Daniel Ricciardo, subito fuori dal Tunnel. Viene nuovamente rimandata in pista la vettura di sicurezza. Al 70º giro Pérez tampona Kimi Räikkönen: il finlandese è costretto ai box per sostituire una gomma forata. Scende così in sedicesima posizione. Un giro dopo Button prende una posizione ad Alonso, mentre al giro 73 Pérez è costretto al ritiro. Raikkonen dopo la sosta effettua una magistrale rimonta (molto difficile a Montecarlo), fino al 10º posto assoluto.
Nico Rosberg vince per la seconda volta in carriera, la prima del 2013 e personale nel Principato, precedendo le due Red Bull Racing di Sebastian Vettel e Mark Webber.

### Risultati
I risultati del Gran Premio sono i seguenti:
| Pos | Nº | Pilota              | Costruttore             | Giri | Tempo/Ritiro               | Griglia | Punti |
| --- | -- | ------------------- | ----------------------- | ---- | -------------------------- | ------- | ----- |
| 1   | 9  | Nico Rosberg        | Mercedes                | 78   | 2h17'52"506                | 1       | 25    |
| 2   | 1  | Sebastian Vettel    | Red Bull Racing-Renault | 78   | +3"889                     | 3       | 18    |
| 3   | 2  | Mark Webber         | Red Bull Racing-Renault | 78   | +6"314                     | 4       | 15    |
| 4   | 10 | Lewis Hamilton      | Mercedes                | 78   | +13"895                    | 2       | 12    |
| 5   | 15 | Adrian Sutil        | Force India-Mercedes    | 78   | +21"478                    | 8       | 10    |
| 6   | 5  | Jenson Button       | McLaren-Mercedes        | 78   | +23"104                    | 9       | 8     |
| 7   | 3  | Fernando Alonso     | Ferrari                 | 78   | +26"734                    | 6       | 6     |
| 8   | 18 | Jean-Éric Vergne    | Toro Rosso-Ferrari      | 78   | +27"224                    | 10      | 4     |
| 9   | 14 | Paul di Resta       | Force India-Mercedes    | 78   | +27"608                    | 17      | 2     |
| 10  | 7  | Kimi Räikkönen      | Lotus-Renault           | 78   | +36"582                    | 5       | 1     |
| 11  | 11 | Nicolas Hülkenberg  | Sauber-Ferrari          | 78   | +42"572                    | 11      |       |
| 12  | 17 | Valtteri Bottas     | Williams-Renault        | 78   | +42"691                    | 14      |       |
| 13  | 12 | Esteban Gutiérrez   | Sauber-Ferrari          | 78   | +43"212                    | 19      |       |
| 14  | 23 | Max Chilton         | Marussia-Cosworth       | 78   | +49"886                    | 22      |       |
| 15  | 21 | Giedo van der Garde | Caterham-Renault        | 78   | +1'02"591                  | 15      |       |
| 16  | 6  | Sergio Pérez        | McLaren-Mercedes        | 72   | Freni                      | 7       |       |
| Rit | 8  | Romain Grosjean     | Lotus-Renault           | 63   | Collisione con D.Ricciardo | 13      |       |
| Rit | 19 | Daniel Ricciardo    | STR-Ferrari             | 61   | Collisione con R.Grosjean  | 12      |       |
| Rit | 22 | Jules Bianchi       | Marussia-Cosworth       | 58   | Freni                      | 20      |       |
| Rit | 16 | Pastor Maldonado    | Williams-Renault        | 44   | Collisione con M.Chilton   | 16      |       |
| Rit | 4  | Felipe Massa        | Ferrari                 | 28   | Incidente                  | 21      |       |
| Rit | 20 | Charles Pic         | Caterham-Renault        | 7    | Cambio                     | 18      |       |

## Classifiche mondiali

### Piloti
| Pos | Pilota             | Punti |
| --- | ------------------ | ----- |
| 1   | Sebastian Vettel   | 107   |
| 2   | Kimi Räikkönen     | 86    |
| 3   | Fernando Alonso    | 78    |
| 4   | Lewis Hamilton     | 62    |
| 5   | Mark Webber        | 57    |
| 6   | Nico Rosberg       | 47    |
| 7   | Felipe Massa       | 45    |
| 8   | Paul di Resta      | 28    |
| 9   | Romain Grosjean    | 26    |
| 10  | Jenson Button      | 25    |
| 11  | Adrian Sutil       | 16    |
| 12  | Sergio Pérez       | 12    |
| 13  | Daniel Ricciardo   | 7     |
| 14  | Nicolas Hülkenberg | 5     |
| 15  | Jean-Éric Vergne   | 5     |

### Costruttori
| Pos | Team                    | Punti |
| --- | ----------------------- | ----- |
| 1   | Red Bull Racing-Renault | 164   |
| 2   | Ferrari                 | 123   |
| 3   | Lotus-Renault           | 112   |
| 4   | Mercedes                | 109   |
| 5   | Force India-Mercedes    | 44    |
| 6   | McLaren-Mercedes        | 37    |
| 7   | STR-Ferrari             | 12    |
| 8   | Sauber-Ferrari          | 5     |

## Decisioni della FIA
Al termine della gara la FIA penalizza di dieci posizioni in griglia, per il prossimo Gran Premio del Canada, il pilota della Lotus, Romain Grosjean, per avere causato un tamponamento con Daniel Ricciardo. La stessa Federazione invia una doppia reprimenda all'altro pilota della Lotus, Kimi Räikkönen: una per avere superato i limiti di velocità imposti in regime di Safety car e l'altra per la toccata con Sergio Pérez al sessantanovesimo giro.
I commissari di gara, in merito alla vicenda dei test compiuti dalla Mercedes a Barcellona, che violerebbero quanto previsto dal regolamento, non hanno preso decisioni, rimandando la questione al Tribunale Internazionale della FIA.